# Cirsodes macilentata
Cirsodes macilentata là một loài bướm đêm trong họ Geometridae.